# 에구치 도모지
에구치 도모지(일본어: 江口 倫司, 1977년 4월 22일~)는 일본의 전 축구 선수이다.

## 구단 경력
과거 비셀 고베, 아비스파 후쿠오카에서 활동하였다.